# Màwlid an-Nabí

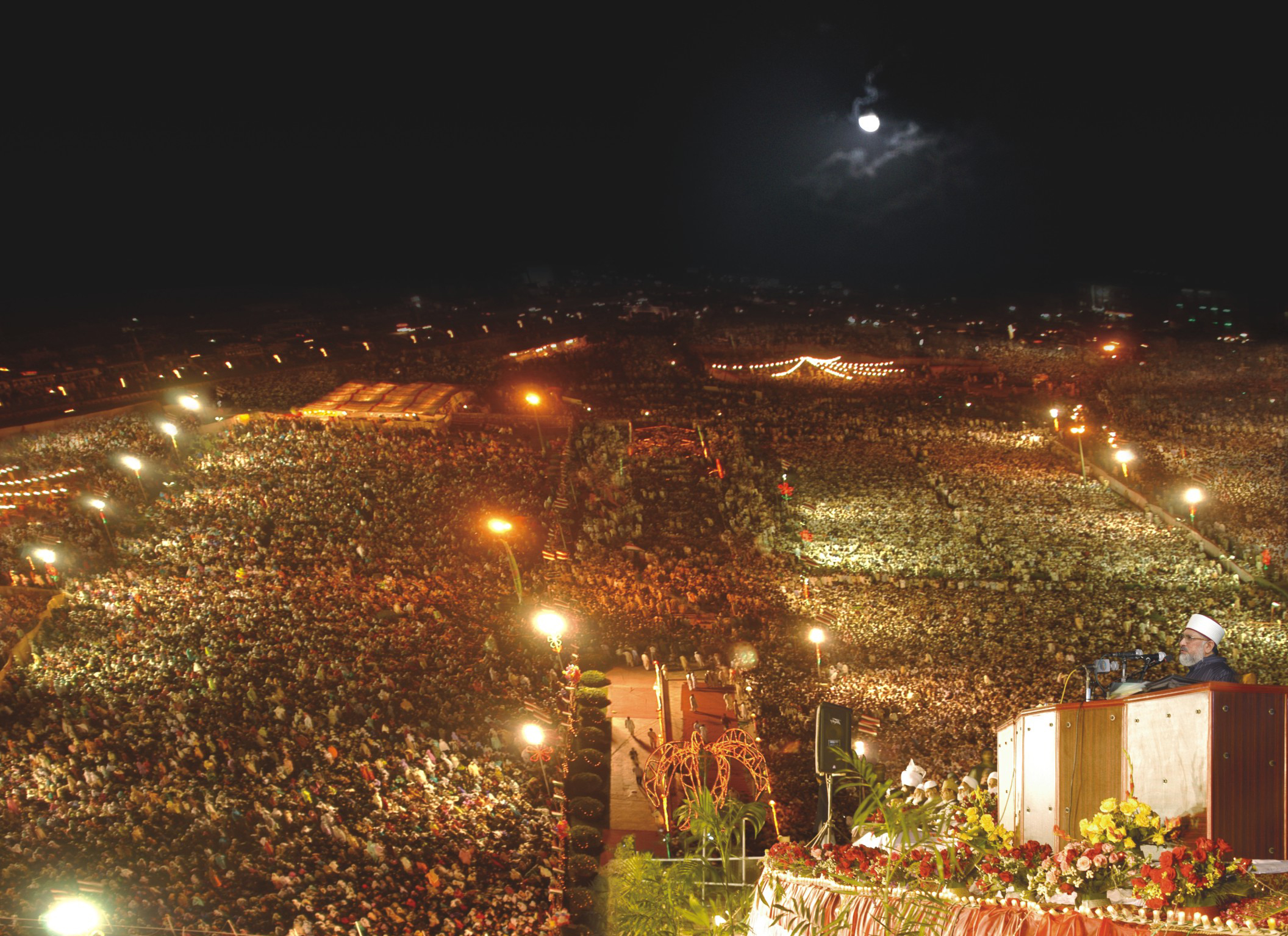
Celebració del Màwlid an-Nabí a Lahore (Pakistan)

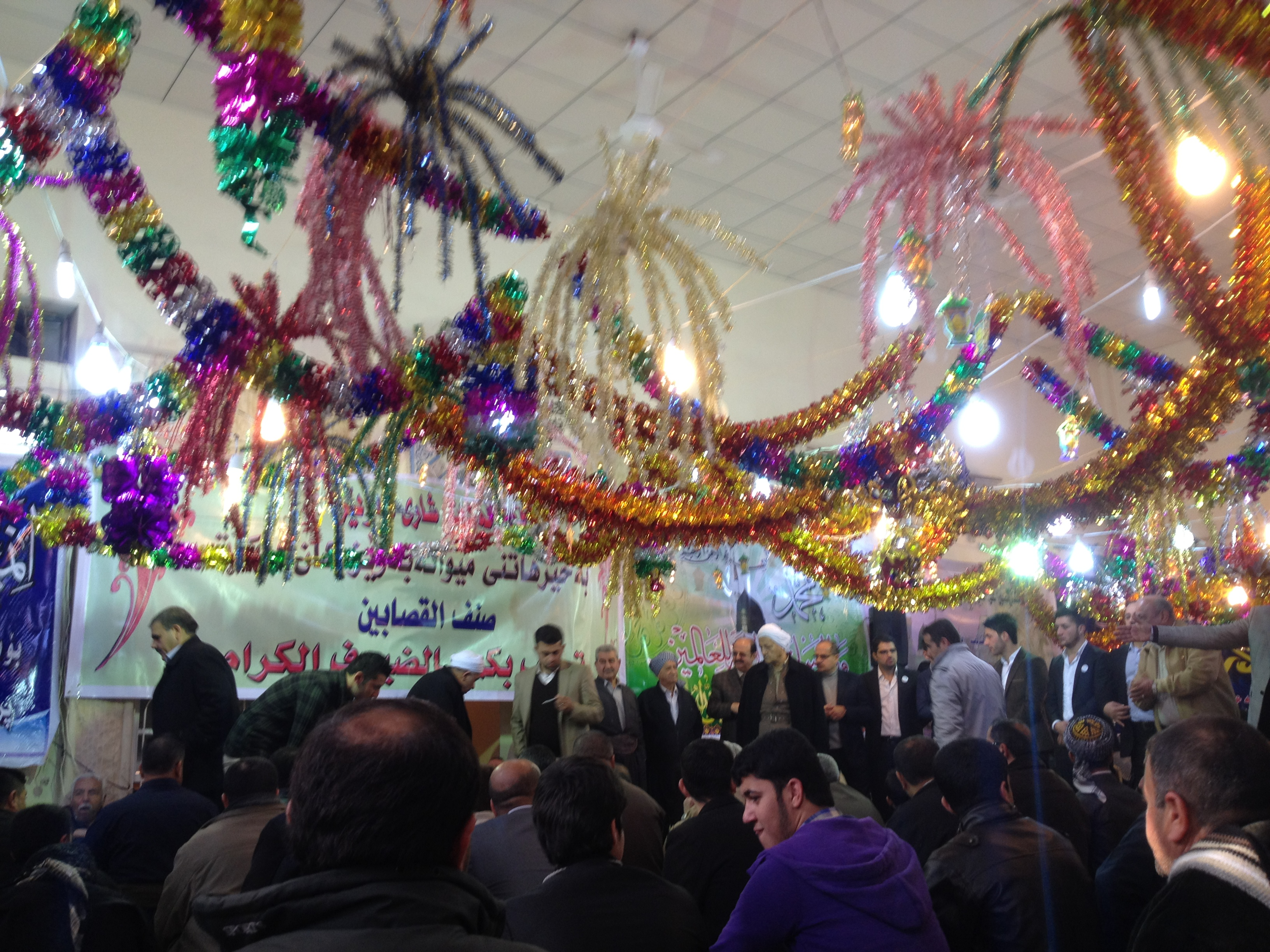
Celebració del Màwlid an-Nabí al Kurdistan iraquià (2013)

Màwlid an-Nabí —àrab: مولد النبي, mawlid an-Nabī, o المولد النبوي, al-mawlid an-nabawī, ‘Naixement del Profeta’, o també مولد الرسول, mawlid ar-Rasūl, ‘Naixement de l'Enviat’— és una festa musulmana que commemora l'aniversari del profeta Muhàmmad i que se celebra el dia 12 del mes de rabí al-àwwal, tercer mes del calendari musulmà.
El mot màwlid també es fa servir en alguns indrets, com a Egipte, com a terme genèric per designar els aniversaris d'altres figures religioses històriques, com ara els sants sufís. Els xiïtes celebren el Màwlid an-Nabí el dia 17 del mateix mes, fent-lo coincidir amb la data de naixença de l'imam Jàfar as-Sàdiq.
Els orígens de l'observança daten del segle xi, quan va ser instaurada per la dinastia fatimita (xiïta) a Egipte quatre segles després de la mort del Profeta. Per la majoria dels sunnites es tracta, però, d'una celebració no canònica, i la seva legitimitat és discutida per diversos corrents tradicionalistes que la consideren una bida (innovació no ortodoxa).